# کوژلوو
کوژلوو (به چکی: Kuželov) یک منطقهٔ مسکونی در جمهوری چک است که در ناحیه هودونین واقع شده‌است. کوژلوو ۱۰٫۱۶ کیلومتر مربع مساحت و ۴۱۲ نفر جمعیت دارد و ۲۹۴ متر بالاتر از سطح دریا واقع شده‌است.